# Lazy Dog Press
Lazy Dog Press è una casa editrice indipendente italiana fondata a Milano nel 2012, specializzata in graphic design, tipografia, illustrazione, fotografia e arti applicate.

## Storia
La casa editrice nasce nel 2012 a Milano per iniziativa di Luca Barcellona, Massimo Pitis, Riccardo Bello e Debbie Bibo. Il primo volume pubblicato è Take Your Pleasure Seriously di Luca Barcellona, dedicato al lettering e alla calligrafia contemporanea. Fin dall’inizio sceglie una distribuzione diretta e un approccio editoriale focalizzato sulla qualità tipografica e grafica dei volumi.
Negli anni il gruppo fondatore si rinnova con l'ingresso di Sandra Gobbato, Andrea Savoia (scomparso nel 2021), Frederic Argazzi e Francesco Ceccarelli dello studio grafico Bunker, che contribuisce alla progettazione dei libri. Nel 2023 Nicolò Francesco Bello ne assume il ruolo di responsabile promozione, distribuzione e mostre.
La sede legale è a Milano, mentre sede operativa e magazzino sono a Verona. Il design editoriale è curato dallo studio Bunker di Modena.

## Origine del nome
Il nome Lazy Dog Press si ispira al pangramma inglese “The quick brown fox jumps over the lazy dog”, usato per testare i caratteri tipografici. Il riferimento richiama l’interesse dell’editore per la tipografia e il design dei caratteri.

## Attività editoriale
Lazy Dog pubblica libri su temi legati alla cultura visuale: calligrafia, tipografia, illustrazione, fotografia, grafica, design e architettura. La produzione editoriale si caratterizza per un’attenzione artigianale alla qualità dei materiali, alla stampa e alla progettazione grafica.

## Pubblicazioni selezionate
- Take Your Pleasure Seriously di Luca Barcellona (2012), ISBN 9788898030026.
- Caleidoscopica di Olimpia Zagnoli (2021), ISBN 9788898030880.[4][5]
- L’Architettura degli Alberi di Cesare Leonardi e Franca Stagi (riedizione 2018), ISBN 9788898030484.[6][7]
- Pittori di cinema a cura di Maurizio Baroni (2018), ISBN 9788898030170.[8][9]
- Bob Noorda. Una vita nel segno della grafica di Francesco Dondina (2022), ISBN 9788898030835.
- Il dettaglio in tipografia di Jost Hochuli (2018), ISBN 9788898030477.

## Riconoscimenti
Nel 2022 il volume Bob Noorda. Una vita nel segno della grafica è stato selezionato per l’ADI Design Index, nella categoria “Ricerca teorica, storica, critica e progetti editoriali”.
Il sito web realizzato per il libro Pittori di cinema, progettato dallo studio Bunker, ha ricevuto premi internazionali come SOTD e DEVAWARD di Awwwards e WOTD da CSS Design Awards.
Nel 2025 la copertina del libro Controculture. 1956–1995 ha vinto il voto popolare del Bridgeman Images Book Cover Awards.

## Progetti e mostre
La casa editrice ha collaborato alla realizzazione di mostre legate alle proprie pubblicazioni, tra cui:
- L’Architettura della vita – Galleria Civica di Modena (2018)
- Caleidoscopica. Capriole di pensieri – Chiostri di San Pietro, Reggio Emilia (2023)
- Do It Yourself. Voci dalle controculture – Circolo del Design, Torino (2024)
- Skid Row di Charles H. Traub – Magazzini Fotografici, Napoli (2024)